# أدريان تشن
أدريان تشن (بالإنجليزية: Adrian Chen)‏ هو صحفي أمريكي، ولد في 23 نوفمبر 1984.

## وصلات خارجية
- أدريان تشن على موقع IMDb (الإنجليزية)
- أدريان تشن على موقع قاعدة بيانات الفيلم (الإنجليزية)